# 奧古斯塔偉士蘭AW149直升機
阿古斯特維斯特蘭AW149（AgustaWestland AW149），是由奧古斯塔偉士蘭公司開發的中型軍用直昇機。2011年6月20日，奧古斯塔偉士蘭發佈AW189，是AW149的民用版，於2013年開始服務。
AW149是全新種類的直升機，在提供靈活的戰場支援，具有優異的性能和有競爭力經濟，認證的最新CS29標準。提供了出色的載和航程能力，並設有一個大型的，無障礙的座艙配置以滿足任務要求。
駕駛艙採用了先進的，開放式架構系統的阿古斯塔·韋斯特蘭公司的軟體，使得輕鬆整合客戶特定的航空電子設備和任務系統快速且經濟高效地。受益於一個現代化的，有效的MSG-03的維護概念。

## 特色
兩個強大的GE CT7-2E1引擎，提供高速的快速反應和卓越的安全懸停能力
NVG兼容的綜合性玻璃座艙與4軸自動飛行控制系統，雙飛行管理系統（FMS），先進的航空電子設備和系統，最大限度地減少了飛行員的工作量，並提供卓越的態勢感知能力，最大限度地提高任務執行的有效性和安全性
最新一代的模塊化開放式系統架構可集成多種任務設備，包括多波段收音機，雷達，電光/紅外（EO / IR）設備，任務控制台，視頻下行鏈路，探照燈，擴音器，救援絞車和貨鉤
最大的客艙在它的類（11.2立方米/395.5立方英尺），設有帶住宿的座位，擔架，任務控制台和武器掛載大平層空間; 大寬門提供了卓越的可及性和懸垂/快繩
住宿至少2擔架（縱向和橫向）8人，任務控制台和SAR設備在雙方方便地訪問到整個患者身體
意大利軍用型號合格證; 超過EASA / FAA第29部分適航要求; 主變速箱具有無可比擬的50分鐘'空轉'的能力; 損傷容限，冗餘系統，吸能起落架，機身和座椅的安全性和生存能力

## 配備
- 4軸自動駕駛儀
- 駕駛艙語音和飛行數據記錄器
- FLIR
- NVG兼容的照明
- 健康與使用監控系統
- 天氣雷達/搜索雷達
- 應急定位系統
- 移動地圖系統
- 完全集成航空電子系統，具有MIL-STD-1553B數據總線兼容，有四個6“×8”彩色有源矩陣液晶顯示器（AMLCD）
- 飛行數據監控（FDM）
- HTAWS / EGPWS
- 下面SATCOM與飛行
- IFF
- 高頻無線電
- 加密通訊
- 空調系統
- 反/除冰系統
- 輔助動力裝置（APU）
- 貨鉤套件（2720公斤/ 6000磅）
- 緊急浮選系統
- 外部的電葫蘆包（271公斤/600磅）與公用事業葫蘆燈（單和雙捲揚系統）
- 導線雷擊保護
- 閉路加油系統
- 主艙氣泡窗口
- 快速拉攏套件
- 集成粒子分割系統
- 副油箱
- 加壓加油系統
- 外部救生筏
- 外部探照燈
- 客艙任務控制台

## 規格
動力裝置：2× 通用電氣GE CT7-2E1（每2000軸馬力級）與FADEC和內置粉塵分離器和一個APU（60千瓦）
駕駛員/乘客：1 或2名飛行員與18名人員
巡航速度 287公里/小時
爬升率 1960 英尺/分
最大上升高度2673公尺
飛行距離 800公里
滯空時間 4小時

## 技術參數（AW149）
基本诸元
- 乘员： 2
- 载客量： 18名乘員; 或12名全副武裝的士兵; 或2,720kg 的載荷
- 长度： 17.57公尺（57英呎8英吋）
- 主旋翼直径：  14.6公尺（47英呎11英吋）
- 寬度： 3.06公尺（10英呎0英吋）
- 高度： 5.14公尺（16英呎10英吋）
- 总重： 8,600公斤（18,959磅）
- 发动机： 2 × General Electric CT7-2E1 turboshaft engine，1,477千瓦（1,980匹馬力） 每个

性能
- 最大速度： 310公里/時（英里/時）
- 巡航速度： 278公里/時（173英里/時）